# Težina vozila
Težina vozila je merenje motornih vozila na točkovima; ili stvarna izmerena težina vozila pod definisanim uslovima ili ocena bruto težine za njegovu nosivost.

## Težina vozila
Težina vozila je težina bez potrošnog materijala, putnika ili tereta. To je znatno manje od težine vozila u voznom stanju i stoga se retko koristi. Navođenje suve težine može učiniti da se podaci o težini automobila i snazi prema težini čine daleko povoljnijim od onih kod rivalskih automobila koji koriste težinu praznog vozila.
Razlika između suve težine i težine praznog vozila zavisi od mnogih varijabli, kao što je kapacitet rezervoara za gorivo. Ne postoji standard za suvu težinu, tako da je ona otvorena za tumačenja.
Neki proizvođači vozila su koristili izraz težina isporuke, koji se odnosi na vozilo u stanju izrade, bez opcija. To bi uključivalo motorno ulje, rashladnu tečnost, kočionu tečnost i bar neku malu količinu goriva, pošto su vozila tradicionalno silazila sa montažne trake i ove tečnosti su bile neophodne za to.

### Motocikli
Suva težina motocikla isključuje nešto ili sve od sledećeg: benzin (ili drugo gorivo), motorno ulje, rashladnu tečnost, kočionu tečnost ili bateriju.
Ne postoji standardizovan način za testiranje suve težine motocikla. Gotovo uvek će se naći nedoslednosti između objavljene suve težine proizvođača motocikala i objavljene suve težine za motocikle u štampi i medijima. Ovo je zbog različitih tehnika testiranja, razlika u tome šta se isključuje i nedostatka definisanja načina na koji je testiranje sprovedeno od strane organizacije koja vrši testiranje.